# Hokota
Hokota (japanska: 鉾田市?, Hokota-shi) är en stad i Ibaraki prefektur i Japan. Staden fick stadsrättigheter 2005.